# Bánh mật

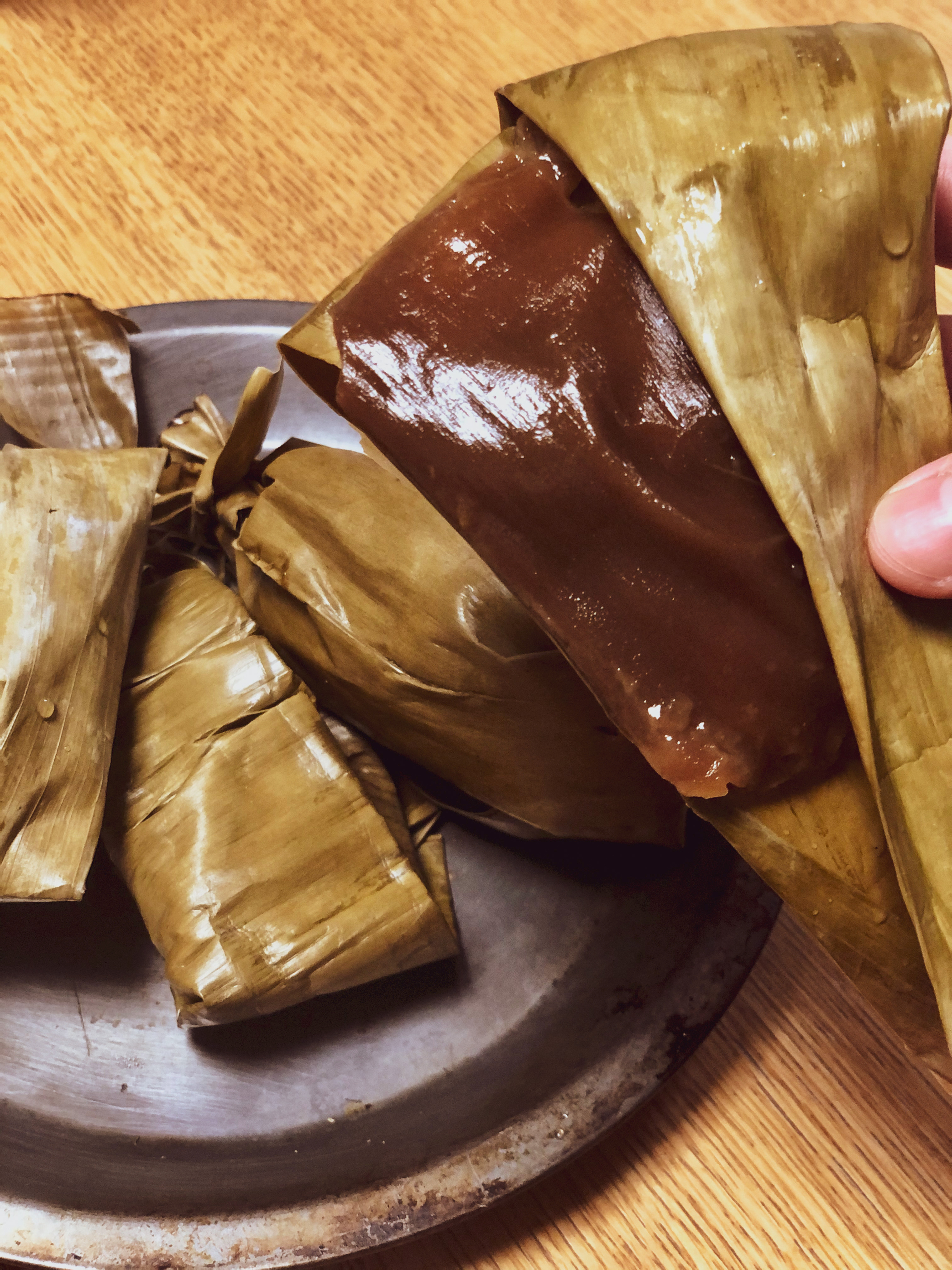
Bánh mật

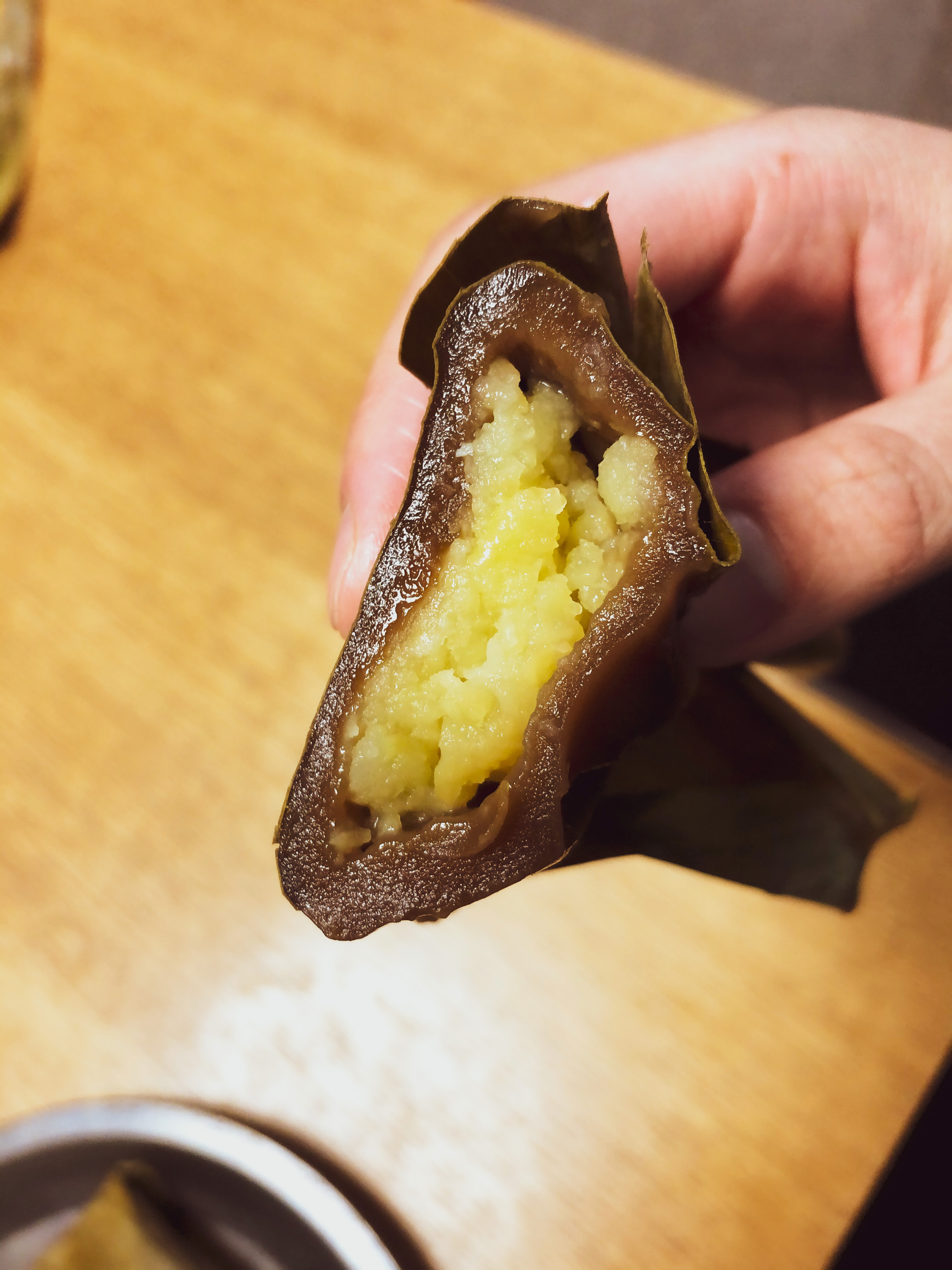
Bánh mật

Bánh mật là loại bánh được làm từ bột gạo nếp trộn mật nhân đậu xanh gói lá chuối đồ bằng chõ.

## Cách làm bánh
Bánh mật được làm bằng cách đem bột nếp thúc với mật cho vào vạc to, nấu lẫn lộn, đảo đều, sau gói thành bánh như bánh tày dài 30 cm x 10 cm. Bánh gói bằng lá chuối; khi dùng một cái cắt thành 2 bó, buộc ngửa ra thành một bát bánh rồi để lên mâm rước kiệu gọi là rước cỗ.
Xuất xứ: Từ Bắc Bộ.

## Thành ngữ
- Da bánh mật (da rám nắng nâu hồng).